# Aetherflitsen
Aetherflitsen was een verzetsblad uit de Tweede Wereldoorlog, dat vanaf 1 juli 1943 in Amsterdam werd uitgegeven. Het blad verscheen wekelijks. Het werd in beginsel door Jacob Corper gestencild en de inhoud bestond voornamelijk uit nieuwsberichten. Nadat er zeven uitgaven waren verschenen werd Corper op 5 augustus 1943 op heterdaad betrapt en gevangen genomen. De uitgave van Aetherflitsen werd daarna door anderen voortgezet. 
Jacob Corper was eerder ook al betrokken geweest bij de uitgaven van de communistische bladen De Tribune en De Waarheid. 

## Gerelateerde kranten
- De Tribune[1]
- De Waarheid[2]